# ضريمة (بني سعد)

تعديل مصدري - تعديل

ضريمة هي إحدى قرى عزلة قرن المسجد بمديرية بني سعد التابعة لمحافظة المحويت، بلغ تعداد سكانها 40 نسمة حسب تعداد اليمن لعام 2004.